# Alienacja religijna
Alienacja religijna (łac. alienatio: wyobcowanie) – jeden z ważniejszych typów alienacji. Pojęcie to stworzyli Ludwig Feuerbach i Karol Marks.   
Alienacja religijna to proces, w czasie którego wytwory ludzkiego umysłu zaczynają żyć własnym życiem i stają się dla człowieka czymś nadrzędnym, obcym i wrogim. Klasycznym przejawem alienacji religijnej jest pojęcie Boga. Dążenie człowieka do doskonałości tworzy ideę nadczłowieka posiadającego najlepsze cechy ludzkie w stopniu nieskończonym (wszystkie atrybuty na „naj” posiada Bóg). Idea ta po swoim usamodzielnieniu, staje się czymś nadrzędnym wobec swojego wytwórcy, który zaczyna uważać się za zależnego od niej.